# Anna Held
Anna Held, all'anagrafe Helene Anna Held (Varsavia, 8 marzo 1872 – New York, 12 agosto 1918), è stata un'attrice e cantante polacca naturalizzata statunitense.

## Biografia

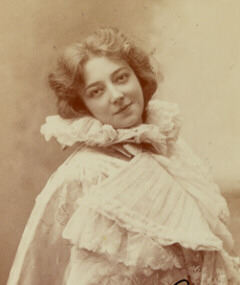
Anna Held nel 1897

Stella del teatro musicale di New York tra la fine Ottocento e il primissimo Novecento, il suo nome è spesso associato a quello di Florenz Ziegfeld, l'impresario che sarebbe passato alla storia per aver creato le famose Follies e del quale fu la prima moglie. Morta a soli 46 anni per cause ignote

## Filmografia
- La cometa (The Comet, 1910)
- Madame la Presidente, regia di Frank Lloyd (1916)

## Citazioni e omaggi
- Anna Held (1901)
- Nel 1936, uscì il film Il paradiso delle fanciulle (in originale The Great Ziegfeld), biografia romanzata del celebre impresario: interpretato da William Powell, Ziegfeld crea le sue Follies ma si trova anche al centro di un triangolo amoroso che vede contrapposte le sue due mogli: la prima, Anna Held, ha le fattezze di Luise Rainer; la seconda, Billie Burke, quelle di Myrna Loy. Per la sua interpretazione di Anna Held, la Rainer vinse l'Oscar alla miglior attrice.
- Il paradiso delle fanciulle (The Great Ziegfeld), regia di Robert Z. Leonard (1936), nel quale è interpretata da Luise Rainer
- Il sentiero della gloria (Gentleman Jim), regia di Raoul Walsh (1942), nel quale è interpretata da Madeleine Lebeau
- Ziegfeld e le sue follie (Ziegfeld: The Man and His Women), regia di Buzz Kulik (1978), nel quale è interpretata da Barbara Parkins